# Carla Panerai
Carla Panerai (Firenze, 4 luglio 1947) è un'ex ostacolista italiana, attiva negli anni '60.

## Biografia
Nel 1967 vinse la medaglia d'oro ai Giochi del Mediterraneo svoltisi a Tunisi. L'anno seguente fu campionessa italiana della specialità e partecipò alle Olimpiadi di Città del Messico, dove venne eliminata al primo turno.

## Palmarès
| Anno | Manifestazione          | Sede   | Evento  | Risultato | Prestazione | Note  |
| ---- | ----------------------- | ------ | ------- | --------- | ----------- | ----- |
| 1967 | Giochi del Mediterraneo | Tunisi | 80 m hs | Oro       | 11"3        | [ 1 ] |

## Campionati nazionali
- ai Campionati italiani assoluti di atletica leggera, 80 metri ostacoli (1968)